# Marta Marrero
Marta Marrero (ur. 16 stycznia 1983 w Las Palmas de Gran Canaria) – hiszpańska tenisistka.
Status profesjonalny otrzymała w 1998 roku. Jest zawodniczką praworęczną z oburęcznym bekhendem. W karierze wygrała dwa turnieje deblowe z cyklu rozgrywek WTA. Dziewięciokrotnie triumfowała w zawodach singlowych (ITF) i pięciokrotnie w deblowych. W rankingach obydwu rozgrywek sklasyfikowana była najwyżej na 47. pozycji (indywidualnie ostatnio 18 października 2004, a w klasyfikacji deblowej ostatnio 18 lipca 2005).
W 2001 roku dotarła do czwartej rundy Australian Open, a rok wcześniej grała w ćwierćfinale French Open. Dwukrotnie (2001, 2002) w drugiej rundzie Wimbledonu. Wszystkie dotychczasowe starty w US Open zakończyła na pierwszej rundzie.

## Życie prywatne
Jej trenerem jest Víctor López Morón. Rodzice mają imiona Dementrio i Ana Maria. Ma jednego brata, Demetria i dwie siostry, Anę i Elenę. Lubi chodzić do kina, odpoczywać na plaży, grać w siatkówkę i jeździć konno.

## Finały turniejów WTA
| Legenda                | Legenda |
| ---------------------- | ------- |
| Wielki Szlem           |         |
| Igrzyska olimpijskie   |         |
| WTA Tour Championships |         |
| 1988 – 2008            |         |
| Kategoria I            |         |
| Kategoria II           |         |
| Kategoria III          |         |
| Kategoria IV           |         |
| Kategoria V            |         |

### Gra podwójna 5 (2–3)
| Końcowy wynik | Nr | Data                | Turniej   | Nawierzchnia | Partnerka               | Przeciwniczki                                       | Wynik finału  |
| ------------- | -- | ------------------- | --------- | ------------ | ----------------------- | --------------------------------------------------- | ------------- |
| Finalistka    | 1. | 5 sierpnia 2001     | Bazylea   | Ceglana      | Joannette Kruger        | Anabel Medina Garrigues María José Martínez Sánchez | 6:7(5), 2:6   |
| Zwyciężczyni  | 1. | 14 sierpnia 2004    | Sopot     | Ceglana      | Nuria Llagostera Vives  | Klaudia Jans Alicja Rosolska                        | 6:4, 6:3      |
| Finalistka    | 2. | 3 października 2004 | Hasselt   | Twarda       | Nuria Llagostera Vives  | Mara Santangelo Jennifer Russell                    | 3:6, 5:7      |
| Zwyciężczyni  | 2. | 21 maja 2005        | Stambuł   | Ceglana      | Antonella Serra Zanetti | Daniela Klemenschits Sandra Klemenschits            | 6:4, 6:0      |
| Finalistka    | 3. | 31 sierpnia 2005    | Budapeszt | Ceglana      | Lourdes Domínguez Lino  | Émilie Loit Katarina Srebotnik                      | 1:6, 6:3, 2:6 |

## Wygrane turnieje rangi ITF
| turnieje z pulą nagród 100 000 $ |
| turnieje z pulą nagród 75 000 $  |
| turnieje z pulą nagród 50 000 $  |
| turnieje z pulą nagród 25 000 $  |
| turnieje z pulą nagród 15 000 $  |
| turnieje z pulą nagród 10 000 $  |

### Gra pojedyncza
|    | Data       | Turniej         | Kat. | ($)    | Naw.   | Finalistka              | Wynik         |
| 1. | 13/09/1998 | Póvoa de Varzim | ITF  | 10 000 | twarda | Wendy Fix               | 6:0, 6:0      |
| 2. | 18/07/1999 | Getxo           | ITF  | 25 000 | ziemna | Lourdes Domínguez Lino  | 6:2, 6:7, 6:4 |
| 3. | 19/09/1999 | Otocec          | ITF  | 25 000 | ziemna | Angelika Rösch          | 6:2, 6:1      |
| 4. | 26/09/1999 | Sofia           | ITF  | 25 000 | ziemna | Ljubomira Baczewa       | 6:2, 6:3      |
| 5. | 26/03/2000 | Tarent          | ITF  | 25 000 | ziemna | Gloria Pizzichini       | 6:4, 6:4      |
| 6. | 23/04/2000 | Gelos           | ITF  | 25 000 | ziemna | Anabel Medina Garrigues | 2:6, 7:5, 7:5 |
| 7. | 16/11/2003 | Hawr            | ITF  | 10 000 | ziemna | Aurélie Védy            | 6:3, 6:3      |
| 8. | 10/10/2004 | Girona          | ITF  | 75 000 | ziemna | Dally Randriantefy      | 3:6, 7:6, 6:0 |
| 9. | 10/05/2009 | Badalona        | ITF  | 10 000 | ziemna | Jewgienija Kryworuczko  | 6:1, 6:2      |